# Sinatra Club – Der Club der Gangster
Sinatra Club – Der Club der Gangster (Originaltitel: Sinatra Club) ist ein US-amerikanischer Fernsehfilm aus dem Jahr 2010.

## Handlung
Es ist 1972 und der aufstrebende Mobster John Gotti möchte sich einen Namen machen und plant einen tollkühnen Raubzug. Im sogenannten Sinatra-Club, wo die kleinkriminellen Gangster verkehren, rekrutiert er Mitglieder von eigentlich verfeindeten Mafia-Familien, um gemeinsam mit ihnen einen nie dagewesenen Raubzug zu unternehmen. Die Oberhäupter der fünf New Yorker Mafiafamilien beschließen, dem ambitionierten Gotti und seiner ungewöhnlicherweise aus Mitgliedern verschiedener Familien rekrutierten Crew die Gelegenheit zur Bewährung zu geben. Was anfänglich so einfach klang, gestaltet sich in der Praxis jedoch schwieriger. Nach und nach kommen immer mehr Fehler in Gottis Planung zu Tage. Jeder der Bosse sollte ursprünglich einen Teil der Beute erhalten, doch als die Paten die versprochene Beute nicht bekommen, werden sie ungeduldig und John und seine Kumpanen müssen um ihr Leben fürchten.

## Hintergrund
Der von Ubatz Productions, San Pietro Productions und United Pacific Studios produzierte Low-Budget-Mafiakrimi wurde überwiegend in New York City und Los Angeles gedreht.